# Michael Wilhelm Kobolt von Tambach
Michael Wilhelm Kobolt von Tambach († 3. Februar 1667 in Fürstenau) aus dem Adelsgeschlecht Kobolt war Militärkommandant und Drost von Fürstenau.

## Leben
Der aus Bayern stammende Adelige kam 1628 als Kammerjunker im Gefolge des katholischen Bischofs Franz Wilhelm von Wartenberg nach Osnabrück und bekleidete dort zunächst das Amt des Oberststallmeisters. Durch seine Eheschließung mit Johanna Elisabeth von Hake gelangte er in den Besitz des ehemals von Langen’schen Burgmannssitzes in Haselünne und des von Langenschen Ritterguts Schwakenburg in Andrup.
Die Anfänge seiner Tätigkeit im Osnabrücker Land fallen in die Zeit des Dreißigjährigen Kriegs. Nach der Vertreibung der Schweden wurde Kobolt von Tambach 1635 zum Burgkommandanten und Drosten von Fürstenau ernannt. Er war damit oberster Verwaltungsbeamter für das gesamte Osnabrücker Nordland (Ämter Fürstenau und Vörden). 1637 leitete er die Verteidigung Fürstenaus gegen den Landgrafen Wilhelm von Hessen, musste den Ort (der am 1. Januar 1642 zur Stadt erhoben wurde) aber Pfingsten 1647 an den schwedischen General Graf Königsmarck übergeben.
Nach dem Friedensschluss zu Münster und Osnabrück kehrte er als Drost nach Fürstenau zurück und bekleidete das Amt bis zum Tod des Fürstbischofs Franz Wilhelm von Wartenberg. Seither widmete er sich der Bewirtschaftung seines Landsitzes in Schwakenburg. Er starb im Februar 1667 bei einem Aufenthalt in Fürstenau und wurde wohl in der Pfarrkirche St. Vincentius in Haselünne beigesetzt.